# 牧野昇
牧野 昇（まきの のぼる、1921年1月18日 - 2007年3月2日）は、日本の技術評論家。元三菱総合研究所会長、東京大学工学博士。

## 人物・経歴
栃木県出身。1944年東京帝国大学工学部卒業。同大学院修士課程修了。1956年東京大学工学博士。
東大の講師をへて、1951年東京計器製造所（現東京計器及び長野計器）に入社。在学中に発明したMT磁石の工業化に成功する。1964年三菱製鋼に移る。1970年三菱総合研究所の設立に参画し、専務、副社長を経て、1984年会長、1994年相談役。技術予測、産業政策の論評で知られた。1999年原子力事故防止のための「NSネット」初代理事長に就任。

## 出演番組
- ワールドホットライン（文化放送）

## 著書
- 金属の試験と測定の実際 オーム社 1961 (OHM文庫)
- 世界一に挑む日本の工業技術 アメリカ・ソ連・EECから何を学ぶか 講談社 1963 (ブルーバックス)
- 機械電気機器材料の選び方 日刊工業新聞社 1964
- 経営を支える技術戦略 企業のケース・スタディ 実業之日本社 1965
- 第二次技術革新 企業成長を約束する技術戦略 講談社 1966 (ブルーバックス)
- 企業をいかす技術開発 外国技術への挑戦 日本経済新聞社 1968 (日経新書)
- 超技術産業への挑戦 企業未来学入門 日刊工業新聞社 1969
- 金属 材料革命の展開 日本経済新聞社 1970 (日経サイエンス)
- 超技術 技術革新の新段階 1971 (中公新書)
- プランニング 予測と計画の科学 日本経済新聞社 1972 (ソフトサイエンスシリーズ)
- 研究開発の知識 1976 (日経文庫)
- 未踏技術時代 新しい可能性の発見 日本工業新聞社 1976.10 (Ohtemachi books)
- 知的生産の方法 私の紙とエンピツでの商品づくり 実業之日本社 1979.12 のち新潮文庫、「知的生産のノウハウ」PHP文庫
- 欧米にみる新製品・新産業 80年代の成長機会 日刊工業新聞社 1980.8 (ウイークエンドブックス)
- 「強い日本」の読み方 私の逆発想産業論 東洋経済新報社 1981.12  のち新潮文庫
- 五大技術革命が日本を変える これが衝撃のイノベーションだ! PHP研究所 1982.1　「五大技術革命」文庫
- 「知的商品」をどう創るか “ソフトの時代"の創造開発法 「知恵」と「情報」を売る全ノウハウ PHP研究所 1982.10
- 緊急直言・未来産業を見誤っていないか 東洋経済新報社 1983.9 のち新潮文庫
- 牧野昇の新エリート学 エクセレント・ビジネスマンの条件 知的体験のすべてを語る PHP研究所 1984.7
- 衰亡と繁栄 企業は“革新"をいかに進めるか ビジネス直言 講談社 1985.11  のち文庫
- 60年代経営者の条件 牧野昇の直撃インタビュー 朝日新聞社 1985.3
- 牧野昇は語る 二〇年先を読みとる先見性を持て 講談社 1986.4
- 牧野昇の逆説日本産業論 経営直言 東洋経済新報社 1987.1
- 超電導革命 日本実業出版社 1987.6
- 牧野昇の苦言・直言 経済・産業・技術の針路を読み誤るな 工業調査会 1987.12
- 新企業繁栄論 1987.12 (講談社ビジネス)
- 牧野昇の産業これからどうなる 激変する企業盛衰の先読み術 実業之日本社 1988.4
- 検証五つの破局論 東洋経済新報社 1988.10
- ヒット商品の研究 にっかん書房 1989.9
- 製造業は永遠です 日本企業の生存条件 東洋経済新報社 1990.12
- 牧野昇の産業憂国論 この「常識」が日本を危くする 東洋経済新報社 1992.10
- 「日本の世紀末」の読み方 PHP研究所 1992.12
- 日本経済いま 「逆説の経営」のすすめ ダイヤモンド社 1993.7
- 牧野昇の「五転び」人生論 経済界 1994.4
- “普況時代"の経営 いまや不況は普通になった! 全治不能の“複雑骨折不況"を乗り切るための処方箋 ごま書房 1994.3
- 牧野昇の近未来超イメージ館 イラストと写真で知る産業技術の最先端(監修)徳間書店 1995.1
- 牧野昇の「製造業が強い」 日本の物づくりマニュアル 東洋経済新報社 1995.5
- 日本経済虚々実々 正しい認識こそが企業を生かす 広済堂出版 1995.12
- 逆説・日本のこれから100年 「地球の危機」の正しい読み方 PHP研究所 1996.9
- 「悲観主義」が国を亡ぼす 独創にまさる日本の「協創力」 日本実業出版社 1997.3
- アウトソーシング 巨大化した外注・委託産業 経済界 1997.11 (Ryu selection)
- 第四の経済危機 ひらく 1997.12
- 環境ビッグ・ビジネス 35兆円の巨大産業 PHP研究所 1998.10
- 先見力の磨きかた プレジデント社 1998.3 (知力アップ講座)
- 危機と好機 これからの20年 東洋経済新報社 1998.6
- 「図解」アウトソーシング早わかり 利益を生み出す企業戦略の知恵 PHP研究所 1998.7
- 創造のちから 「不思議な企業」林原の発想 エイチアンドアイ 1999.2
- 二十一世紀日本はこう変わっていく 日本実業出版社 1999.10
- 磁石のはてな あすなろ書房 1999.2. (NHK教育テレビ「シリーズ授業」)
- 製造業は不滅です 日本再生に秘策あり 経済界 2001.11
- 逆常識の経営 勝利を勝ち取る逆説思考と現場思考 ベストセラーズ 2003.2

## 共編著
- 最近の磁石とその応用 アグネ出版社 1958
- 磁性材料とその応用 オーム社 1962 (OHM文庫)
- 永久磁石 その設計と応用 アグネ 1966
- 最新金属用語事典 木村康夫,山木勇共著 工業日日新聞社 1963 (工業日日技術シリーズ)
- ヤンツ技術の予測と計画 科学技術と経済の会,白根礼吉共編 日刊工業新聞社 1970
- シンクタンクと未来戦略 産業能率短期大学出版部 1970
- 情報化時代の産業予測 アメリカ産業の新しい動き 東洋経済新報社 1970
- 新材料の実際知識 東洋経済新報社 1971 (商品知識シリーズ)
- 技術予測入門 日刊工業新聞社 1971
- 中国・ソ連の工業技術 新しい技術思想を求めて 講談社 1972 (ブルーバックス)
- 国土計画と地域経済 鹿島研究所出版会 1974
- 現代技術の再評価 向坊隆共編 工業調査会 1974
- 環境アセスメントとその手法 環境影響評価をいかに進めるか 三菱総合研究所 1976.9
- 環境アセスメントとその実例 環境影響評価のケース・スタディー 三菱総合研究所 1977.5
- 企業の未来 三菱総合研究所 1978.7 (三菱総研新書)
- 隆元・先端技術に挑む 牧野昇がすべてに答える 細川隆元 山手書房 1983.11 のち集英社文庫
- ちょっと待て先端技術 21世紀、人間は幸福になれるのか 細川隆元 山手書房 1984.6  のち集英社文庫
- 日米技術戦争 摩擦克服のための企業戦略 志村幸雄 日本経済新聞社 1984.4
- これなら使えるキャプテンシステム MB研究会 プレジデント社 1985.2
- 第三の経済危機 迫りくる“メガ・クライシス"にどう対処するか 高橋乗宣 ごま書房 1987.2
- 最先端技術予測 エレクトロニクス新時代へ ティビーエス・ブリタニカ 1987.8
- 90年代の技術開発戦略 注目企業トップ47人の提言 工業調査会 1988.12
- 21世紀への科学技術 来たるべき新時代の夢 原田昇左右共編著 ダイヤモンド社 1988.3
- エレクトロニクス最前線 次世代をになう技術は今 ティビーエス・ブリタニカ 1988.9
- 実証・技術戦略 90年代企業の生き残り策 志村幸雄 日本経済新聞社 1989.8
- 全予測90年代の日本 三菱総合研究所 ダイヤモンド社 1989.9
- 「対論」技術! チャンス&クライシス 星野芳郎 省エネルギーセンター 1989.10
- 全予測90年代の世界 三菱総合研究所 ダイヤモンド社 1990.4
- 90年代通商政策ビジョンの読み方 生産から生活へ 松井幹雄共編著 にっかん書房 1990.11
- ここまできたコンピュータ最新技術情報 ティビーエス・ブリタニカ 1989.10
- 最新レポート・未来技術 ティビーエス・ブリタニカ 1990.9
- 全予測90年代の首都圏 三菱総合研究所 ダイヤモンド社 1990.12
- 全予測先端科学技術 三菱総合研究所 ダイヤモンド社 1991.12
- 高度情報社会のゆくえ 世界を変える科学技術 猪瀬博共編 ティビーエス・ブリタニカ 1991.12
- 元気のでる生活設計 これから15年 明治生命フィナンシュアランス研究所 ダイヤモンド社 1991.11
- 全予測・日本<'92-'93> 三菱総合研究所 ダイヤモンド社 1992.3
- 賢い女はこう生きる 明治生命フィナンシュアランス研究所 ダイヤモンド社 1993.3
- 日本を変える新・成長産業 次なる繁栄の牽引車 月尾嘉男 PHP研究所 1994.9
- 日本経済「悪魔の選択」はあるか 新しい経営のすすめ 高橋乗宣 徳間書店 1994.2
- 全予測アジア 1995 三菱総合研究所 ダイヤモンド社 1994.11
- あなたのマネープランニング 明治生命フィナンシュアランス研究所 ダイヤモンド社 1994.4
- 六大技術革命 「技術」と「人間」の融合 「知的技術」が21世紀を変える 先端科学研究所 PHP研究所 1994.6
- 強円高 だから日本は繁栄する 唐津一 徳間書店 1995.8
- ソシオテクノ 新しい成長産業分野 生活者重視の技術創造が日本を救う 谷明良 PHP研究所 1995.9
- 新・養生訓 明治生命フィナンシュアランス研究所 ダイヤモンド社 1995.7
- 負けるな中間管理職 「逆転」の成功法則 堀紘一 PHP研究所 1995.12
- ベンチャー第三の波 華やかな起業家の時代 T.W.カン 徳間書店 1996.2
- インターネット社会の「正しい」読み方 西垣通 PHP研究所 1996.11
- 日本経済事典 クロニクル 1945-1994 東洋経済新報社 1996.1
- 社長の言葉 1996 サンマーク出版 1996.7
- 知性・感性・邪性 ヒューマンウェアの解剖 高尾建次,松浦陽子 東洋経済新報社 1997.10
- 牧野昇のホームページ情報源 経済に強くなる! 白樹社テクニカルラボ編（監修）光栄 1997.3
- 知恵づくりのヒント 多湖輝 文香社 1997.12
- 牧野昇のアウトソーシング経営革命 競争と変化に適応する企業戦略 武藤泰明 経済界 1998.12
- 新・雇用革命 人材流動化時代の新しい労働形態(SOHOアウトソーシングナレッジマネジメント)とプロ人材の条件 武藤泰明 経済界 1999.12
- 元気な産業意外なビジネス 月尾嘉男 PHP研究所 1999.4
- ファイナンシャル・プランナーの基礎知識 武藤泰明 ダイヤモンド社 1999.4
- オープン・リソーセス経営 勝ち残る企業像-バーチャル・コーポレーション 武藤泰明 経済界 2000.11
- ITで世の中が変わる 「iモード」が創る新世紀 石井威望 PHP研究所 2000.9
- 総予測21世紀の技術革新 江崎玲於奈共編著 工業調査会 2000.11
- 環境ビジネス新時代 「静脈産業」が巨大市場を切り拓く 三菱総合研究所・循環システム研究チーム 経済界 2001.7
- 技術の鉄人現場の達人 中谷彰宏 ビジネス社 2001.4
- 検証マルチレベルマーケティング アムウェイを透明に語る 太田聡 ビジネス社 2001.5

## 翻訳
- 横たわる断層 新しい世界システムへの提言 A.ペッチェイ ダイヤモンド社 1970
- 情報処理技術の15年予測 NAVSUP研究開発部 菅波三郎共訳 日本経営出版会 1971
- 日本の競争力 アメリカの逆襲を防げるか J.バランソン ダイヤモンド社 1982.7
- 六つの超大技術市場 テクノロジー・エッジ/ ジェラルド・K.オニール 新潮社 1985.4
- 破滅予測の限界 人類を脅かす八つの危機シナリオ /ウォルター・カープラス 経済界 1993.4

## 参考
- 日本人名大事典